# ピュラウスタ
ピュラウスタ（Pyrausta）とはキプロス伝承で火の中に棲む、大きなハエ程度のサイズの生き物である。 4脚の足と翼を持っている。火から離れると死ぬという。後世にはサラマンダーと混同されてしまう。ピュラウスタの名は実在の昆虫の属名にもなっており、ガの一種であるノメイガ亜科（Pyraustinae）に Pyrausta 属が設けられている。日本にもシソの害虫として知られるベニフキノメイガ（P. panopealis）など十数種が分布している（下記）。

## ピュラウスタ属
実在の生物としてのピュラウスタは、ツトガ科ノメイガ亜科に属するガの一種である。ピュラウスタ属はノメイガ亜科の模式属となっている。ピュラウスタは草原や草の多い庭園などの草地を好む。幼虫は多種類の草を食べ、その食餌植物の葉を巻き込みながら地表近くに蛹を形成、蛹化する。

### 分類
ピュラウスタ属のガはおよそ75種が記載されており、世界中に生息している。内20種がヨーロッパ、さらにその内の14種が中央ヨーロッパに分布する。日本では14種が確認されている。
- P. acontialis (Staudinger, 1859)
- P. aerealis (Hübner, 1793)
- P. amatalis Rebel, 1903
- P. aurata (Scopoli, 1763) ハッカノメイガ
- P. castalis Treitschke, 1829
- P. chrysitis Butler, 1881 カクモントビノメイガ
- P. cingulata (Linnaeus, 1758)
- P. contigualis South, 1901 フタベニオビノメイガ
- P. coracinalis Leraut, 1982
- P. despicata (Scopoli, 1763)
- P. falcatalis Guenée, 1854
- P. fuliginata Yamanaka, 1978 ウスオビクロチビノメイガ
- P. limbata (Butler, 1879) トモンノメイガ
- P. limbopunctalis (Herrich-Schäffer, 1849)
- P. mutuurai Inoue, 1982 キオビトビノメイガ
- P. neocespitalis Inoue, 1982 コチャオビノメイガ
- P. nigrata (Scopoli, 1763)
- P. noctualis Yamanaka, 1978 アトグロキノメイガ
- P. obfuscata (Scopoli, 1763)
- P. ostrinalis (Hübner, 1796)
- P. panopealis (Walker, 1859) ベニフキノメイガ
- P. pellicalis (Staudinger, 1871)
- P. porphyralis (Denis & Schiffermüller, 1775)
- P. pullatalis (Christoph, 1881) マエキモンノメイガ
- P. purpuralis (Linnaeus, 1758)
- P. rectefascialis Toll, 1936
- P. rubiginalis (Hübner, 1796) アカミャクノメイガ
- P. sanguinalis (Linnaeus, 1767)
- P. testalis (Fabricius, 1794) シロムジノメイガ
- P. tithonialis Zeller, 1872 ウチベニキノメイガ
- P. trimaculalis (Staudinger, 1867)
- P. unipunctata Butler, 1881 ヒトモンノメイガ
- P. virginalis Duponchel, 1832